# Tyrol
Cet article concerne la région transfrontalière. Pour le Tyrol en tant que subdivision administrative de l'Autriche actuelle, voir Tyrol (Land). Pour le village qui a donné son nom à la région, voir Tyrol (village). Pour les autres significations, voir Tyrol (homonymie).
Pour l’article ayant un titre homophone, voir Tirole.
Le Tyrol (en allemand : Tirol, en italien : Tirolo) est une région alpine de l’Europe centrale. Il s’étend sur la chaîne des Alpes orientales, sur une partie de l'Autriche et de l'Italie. La région est issue de l'ancien comté de Tyrol qui fut partagé à la suite de la Première Guerre mondiale ; depuis 2011, elle est constituée sous forme de l'Eurorégion Tyrol-Haut-Adige-Trentin.

## Étymologie
Le nom de la région provient du village de Tyrol (en allemand Tirol, en italien Tirolo) (du latin : terra ou du ladin : teriol ) où se trouve le château Tyrol sur les hauteurs de la vallée de l'Adige (all. Etsch), la demeure des comtes de Tyrol au Moyen Âge.

## Géographie

Les trois parties de la région historique du Tyrol : le land autrichien du Tyrol (le Tyrol du Nord et de l'Est) en rouge, la province italienne de Bolzane (le Tyrol du Sud) en orangé, le Trentin en bleu.

Auparavant terre de la Couronne autonome de l'Autriche-Hongrie, le comté du Tyrol est divisé en 1919 par le traité de Saint-Germain-en-Laye en deux parties distinctes :

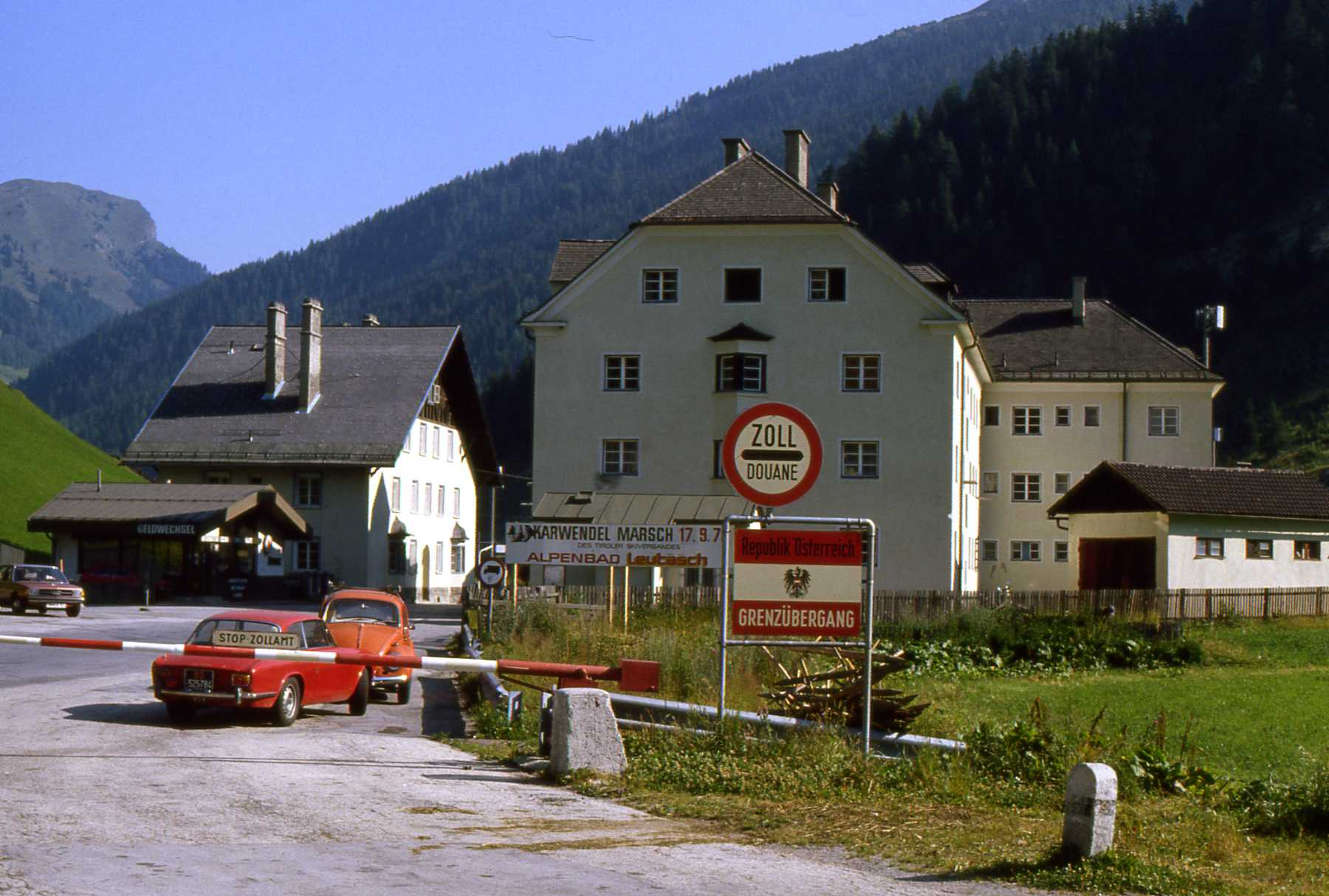
Le passage de frontière au col du Brenner (1978).

- le Tyrol du Nord et le Tyrol oriental qui forment aujourd'hui le Land autrichien (Bundesland) de Tyrol, dont les villes principales sont Innsbruck et Lienz ;
- le Haut Adige (Tyrol du Sud) et le Trentin (Welschtirol en allemand), aujourd'hui les provinces autonomes de Bolzane et de Trente formant la région italienne de Trentin-Haut-Adige, dont les villes principales sont Bolzane et Trente.

En français, on a plutôt tendance à appeler la province de Bolzane « Haut-Adige » comme en italien Alto Adige, puisque le fleuve Adige y prend sa source. L’appellation traditionnelle allemande pour le Trentin est Welschtirol, traduite par « Tyrol latin » : l'adjectif Welsch désignant l'Europe du Sud (c'est-à-dire latine) pour les germanophones, et dérive du terme germanique Walh (signifiant « celte »). Le nom actuel de Trentin est dérivé de celui de la capitale provinciale, la cité de Trente. 
Le Tyrol est bordé au nord par la Bavière et au sud par les régions de la Lombardie et de la Vénétie. Il s'étend des Grisons à l'ouest jusqu'au land de Salzbourg et la Carinthie à l'est. Du nord au sud, le Tyrol couvre des massifs montagneux des Préalpes orientales septentrionales, des Alpes orientales centrales et des Préalpes orientales méridionales. Ses plus hauts sommets sont l’Ortles (3 905 m, au Tyrol du Sud), le Gran Zebrù ou Königspitze (3 851 m, au Tyrol du Sud), le Grossglockner (3 798 m, au Tyrol oriental) et le Wildspitze (3 768 m, au Tyrol du Nord). Au nord, la région est traversée par l’Inn qui se jette ensuite dans le Danube ; le Tyrol du Sud et le Trentin sont drainés par l'Adige qui se jette dans la mer Adriatique.

Le Wildspitze (3768 mètres) et ses glaciers, dans le fond des vallées du Pitztal et de l'Ötztal dans le Tyrol. Août 2018.

## Histoire
Lors de l'Antiquité, la région du Tyrol était occupée par la peuplade des Rhètes qui sont ensuite colonisés et assimilés par les Romains qui créent la province de Rhétie.
Venus du nord à partir du VIe siècle, les Alamans et les Bavarois, peuples germaniques, chassent les Romains et imposent leur langue.
À partir du VIIIe siècle, le Tyrol est rattaché au duché de Bavière qui devient un duché ethnique de la Francie orientale. En 1027, l'empereur Conrad II le Salique sépare des territoires de la marche de Vérone au sud pour les donner aux princes-évêques de Trente ; plus tard, les comtes de Tyrol élargissent leurs domaines du val Venosta (Vintschgau), de même que les comtes de Goritz à Lienz. En 1511, les principautés épiscopales de Trente et de Bressanone forment une confédération perpétuelle avec le comté de Tyrol sous le règne des Habsbourg, tout en conservant leur autonomie. La tutelle du Saint-Empire romain germanique restant lointaine et indirecte. 
Après avoir adhéré à la Réforme sur la plus grande partie de son territoire au XVIe siècle, le Tyrol est reconquis par le catholicisme après 1525. Le concile siégeant à Trente en 1545 illustre le pouvoir temporel et spirituel des souverains.
Par le traité de Saint-Germain-en-Laye de 1919, le Nord du Tyrol reste autrichien alors que le Sud est attribué à l'Italie. Dans l'entre-deux-guerres, l'Italie fasciste met en place une politique d'italianisation des noms et des appellations topographiques de la partie italienne du Tyrol (Trentin).

## Démographie

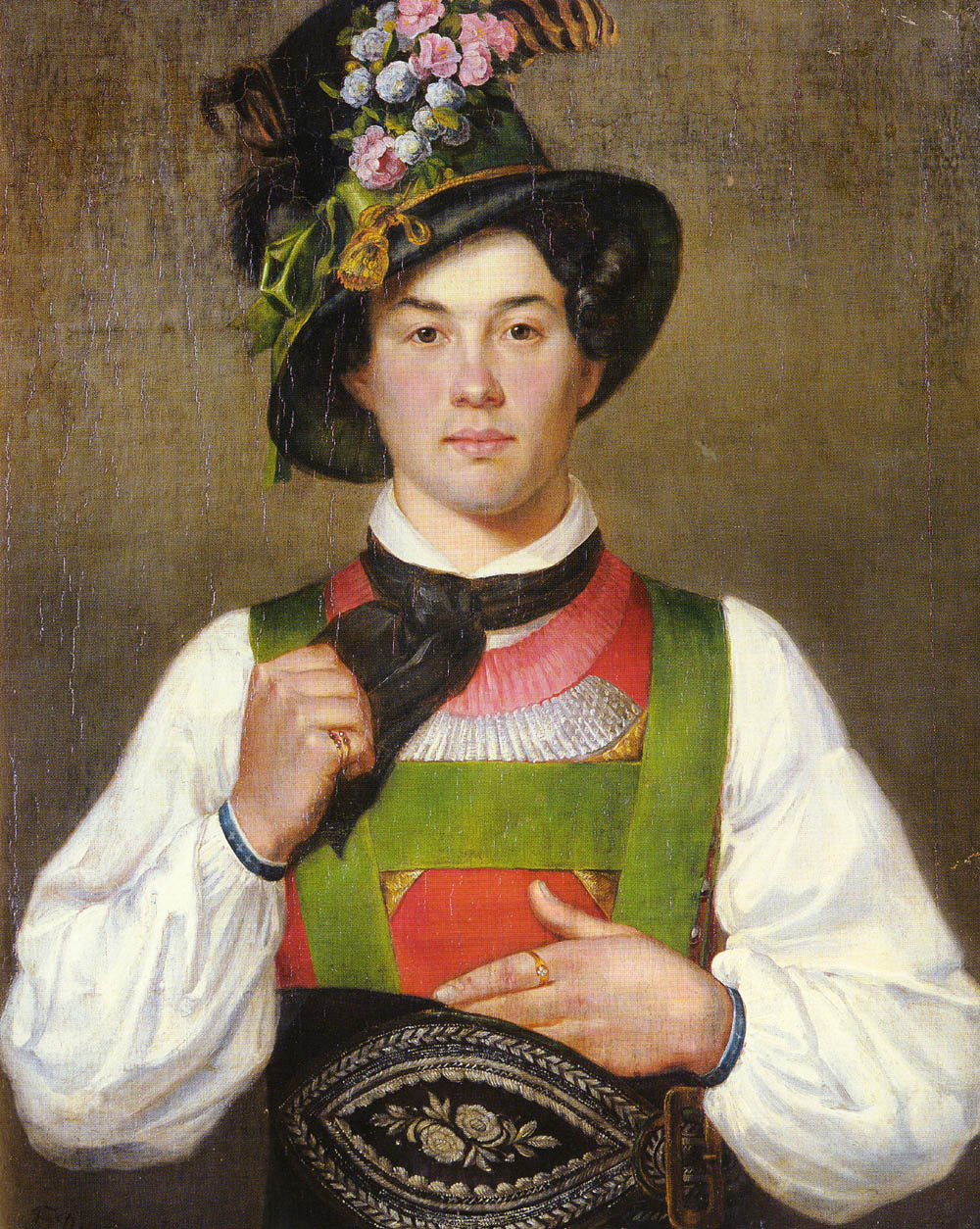
Jeune homme en costume tyrolien (1872) par Franz Defregger.

La population dépasse 1,8 million d'habitants. Les villes majeures sont les chefs-lieux du Land autrichien et des provinces italiennes : Innsbruck, Trente et Bolzane, mais la population est disséminée sur l'ensemble du territoire, surtout dans les vallées.
| Ville             | Population (2019) |
| ----------------- | ----------------- |
| Innsbruck         | 132 110           |
| Trente            | 118 542           |
| Bolzane           | 107 825           |
| Mérano            | 40 958            |
| Rovereto          | 40 055            |
| Bressanone        | 22 474            |
| Pergine Valsugana | 21 497            |
| Kufstein          | 19 461            |
| Laives            | 18 073            |
| Arco              | 17 854            |

Dans la région, il y a trois groupes linguistiques :
- l’allemand au Tyrol du Nord, de l’Est, et du Sud ;
- l’italien dans le Tyrol du Sud et le Trentin ;
- le ladin dans le Tyrol du Sud et le Trentin ;

Les parties diffèrent donc par les langues qui y sont parlées. Le Tyrol du Nord et de l'Est sont complètement germanophones. La population du Haut-Adige (Tyrol du Sud) a une majorité germanophone, une forte minorité italophone (plus d'un quart) et aussi une petite minorité de Ladins. Le Trentin est presque complètement italophone, avec quelques îlots linguistiques allemands et une vallée, la Val di Fassa, ladine.